# Psayrer
Die Psayrer sind eine Gesangsformation aus dem Bereich des volkstümlichen Schlagers. Die Gruppe stammt aus St. Leonhard in Passeier in Südtirol. Aktuelle Mitglieder sind Klaus Gurschler (Bandleader, Gesang, Gitarre, Ukulele), dessen Bruder Johannes Gurschler, alias Jonny (Akkordeon, Keyboard, Trompete, Gitarre, E-Gitarre), und Roland Schwarz (Akkordeon, Keyboard, Bariton, Gitarre, Bassgitarre) sowie die aus Bayern stammende Sängerin Sandra Möller.

## Geschichte
Am 31. Dezember 1978 trat in Südtirol erstmals eine Gruppe unter dem Namen „Pseirer Nachtschwärmer“ öffentlich auf, in welcher neben Klaus (Gesang und Gitarre) und Jonny (Akkordeon und Keyboard) noch Josef Ennemoser alias Joe (Bassgitarre) spielte. Nach einigen Jahren stieß Leo Zipperle (Schlagzeug) dazu. In der Folgezeit absolvierte die Gruppe mehrere Auftritte in Südtirol und teilweise auch in Deutschland, in der Schweiz und in Österreich. Die ersten Veröffentlichungen auf dem Musiksektor waren unter anderem zwei Country-CDs unter dem Namen Timmel-Truck. Im Laufe der Jahre schied Leo Zipperle aus und sein Platz am Schlagzeug wurde nicht mehr neu belegt.
Im Sommer 1996 erhielten die Pseirer Nachtschwärmer das "Goldene Mikrophon" und es folgten die ersten Fernsehauftritte. Dabei wurde der Name der Band in „Psayrer“ geändert. 1998 schied auch Josef Ennemoser aus, als Bassist kam für ihn Peter Santoni alias Fix, der auch die Gitarre und das Keyboard betätigte. Es folgten mehrere CDs und im Sommer 1999 der erste größere Erfolg Ukulele Ukulele.
2000 nahmen die Psayrer für Südtirol erstmals am Grand Prix der Volksmusik teil und erreichten mit dem Titel I bin a Südtiroler Cowboy den 9. Platz bei der internationalen Veranstaltung in Zürich.
2002 nahmen sie mit dem Titel Sommertraum zusammen mit dem Tscharser Trompeter Franz Raffeiner als Franz und die Psayrer erneut am Grand Prix der Volksmusik teil, hatten dann aber nicht genug Punkte, um erneut ins Finale, diesmal fand es in Meran statt, zu kommen.
2003 veranstaltete Klaus Gurschler, Bandleader der Psayrer, den Grand Prix der Blasmusik mit teilnehmenden Blaskapellen aus Deutschland, der Schweiz, Österreich, Belgien und Südtirol. Dabei präsentierte die Gruppe ihren Videoclip Andreas Hofer.
2004 belegte die Gruppe mit dem Titel Mutters Augen, Mutters Hand den 6. Platz bei der Südtiroler Vorentscheidung zum Grand Prix der Volksmusik. 2005 konnten die Psayrer und Barbara schließlich für Südtirol den Grand Prix der Volksmusik mit dem Titel Berge im Feuer gewinnen. Dabei wurden sie von der Sängerin Barbara Dorfer begleitet. Sie startete anschließend eine Solokarriere. Als neue Sängerin wurde Sandra Sofie Möller (* 22. Juni 1974 in Rosenheim) verpflichtet. Auch Peter Santoni schied 2007 aus, für ihn kam als neuer Bassist Roland Schwarz alias Blacky, der als Musiklehrer tätig ist und abwechselnd in München und im Passeiertal lebt. Roland Schwarz ist auch für das Akkordeon, das Keyboard, die Gitarre und das Bariton verantwortlich, das er auf dem Song "Ein Prosit der Gemütlichkeit (Psayrer Version)" spielt. Das Lied selbst erschien 2008.
Die Gruppe ist seither Gast in verschiedenen Fernseh- und Radiosendungen.

## Diskografie

### Alben
- 1988 – 2 Titel aus der Steinzeit (als Pseirer Nachtschwärmer)
- ???? – 12 starke Truckersongs aus dem letzten Jahrhundert (als Timmel Truck)
- ???? – 12 starke Songs für genervte Truckerfahrer (als Timmel Truck)
- 2002 – Sommertraum (Franz und die Psayrer)
- 2003 – Andreas Hofer – Der Schrei des Adlers
- 2003 – I bin a Südtiroler Cowboy
- 2005 – Berge im Feuer
- 2005 – Schenk mir diese Nacht
- 2006 – Die Zeichen am Berg
- 2007 – Sehnsucht
- 2007 – Ein bisschen träumen
- 2010 – Die Berge sind ewig
- 2012 – Psayrer – Best of

### Maxis
- 1998 – Der Südtiroler Sommerhit des Jahres 1998
- 2005 – Berge im Feuer